# 시라타마 마사미
시라타마 마사미(白玉 雅己, 1974년 4월 27일 ~ )는 일본의 남자 음악가이다. 다마(Tama, 구칭 시라타마, シラタマ)라는 이름으로 활동하고 있다.

## 개략
1999년에 록 밴드인 포르노그라피티의 베이스 기타리스트로서 데뷔했다. "サボテン"(패왕수), "幸せについて本気出して考えてみた"(행복에 대해서 진지하게 생각해 봤다), "ラック"(랙) 등 많은 히트 송을 작곡해 일컬어졌다.
2004년에 포르노그라피티를 탈퇴해서, 현재는 단독으로 활동하고 있다. 요즘은 베이스 기타뿐 아니라 기타, 트럼펫 등도 자신으로 연주한다.
포르노그라피티의 신도 하루이치와는 국민 학교와 중학교의 동급생이다.

## 프로필
- 생일 : 1974년 (쇼와 49년) 4월 27일
- 출신지 : 히로시마현 인노시마 시
- 학력 : 유게 상선 고등 전문 학교 중퇴
- 신장 : 173 cm
- 취미 : 음악
- 가족 : 아내와 한 아이(남자)
- 좋아하는 뮤지션 : 빌리 조엘, 브랜키 제트 시티
- 사용 악기 :
  - Fender Customshop Custom Jazz Bass built by Mark Kendrick
  - Fender Jazz Bass '63
  - Fender Jazz Bass Tama ver.
  - Fender Jazz Bass '74

## 디스코그라피

### 싱글
- Metal Cool (2006년 11월 1일)

1. Metal Cool
2. Strange Days
3. Futures

### 앨범
- Great Pleasure (2005년 12월 21일)

1. Break it now feat. E.P.E
2. Drift
3. (Everywhere) We Go!!!
4. Fuzz Butterfly feat. azumi
5. our Sin
6. Macaroni (wes)
7. Smoky
8. Cannonball train
9. Desert Moon
10. 3rd Crisis
11. Break it now (Melody Track)
12. Fuzz Butterfly (Melody Track)

## 참가 작품
rie "-blue-" (2004년 11월 10일)
수록곡 : "SHANDRA"
담당 악기 : 베이스 기타

## 같이 보기
- 포르노그라피티
  - 오카노 아키히토
  - 신도 하루이치
- 인노시마 시
- SOUL’d OUT - E.P.E가 소속되어 있는 그룹
- Wyolica - azumi가 소속되어 있는 그룹